# Eylaui csata (1455)
Az 1807-ben lezajlott ütközetet lásd az Eylaui csata (1807) szócikkben
Eylaui csata (1455): A tizenhárom éves háború egyik ütközete a poroszországi Eylaunál (ma Bagrationovszk, Oroszország), 1455. május 25-én.
1455 tavaszán a Német Lovagrend nagyszabású hadjáratba kezdett, Alsó-Poroszország visszahódítására. Az ottani lakosság nem támogatta a lengyeleket. Ennek ellenére a Kneiphofhoz (ma Knipawa, Lengyelország) közeledő Heinrich Reuss von Plauen komturt, a várost védő porosz kormányzónak megtett Johann von Baysen, a Porosz Szövetség egyik vezetője Eylaunál megverte május 25-én.

Júniusban a lengyelek segítségül küldték Andrzej Tęczyńskit, aki azonban nem tett sokat Kneiphofért, s ami így kénytelen volt megadni magát.